# Ornaro
Ornaro è una frazione del comune italiano di Torricella in Sabina, in provincia di Rieti.

## Territorio
Il borgo di Ornaro è composto da due nuclei: il borgo antico (Ornaro Alto), posto a 607 metri s.l.m. e abitato da 93 residenti, e la parte nuova (Ornaro Basso), posta a 583 metri s.l.m. due chilometri più a nord, lungo la strada statale 4 Via Salaria, e abitata da 196 persone.

## Storia
Si ritiene che anticamente, nei pressi dell'attuale frazione (tra Ornaro e San Giovanni Reatino) sorgesse l'importante città sabina di Pallatium, oggi scomparsa.
Le origini di Ornaro sono legate alla presenza della Via Salaria: infatti già in epoca romana, benché non esistesse ancora un vero e proprio centro abitato, in questo territorio si trovava una stazione di posta nota sia con il nome di "Octavum" (a otto miglia da Rieti) che con quello di "Quadregesimus" (a quaranta miglia da Roma).
L'origine del centro abitato vero e proprio risale al X - XI secolo, quando l'incastellamento portò alla fondazione del borgo fortificato (castrum) di Arnarius, nome poi divenuto Ornaro.
Nel XIX secolo, la frazione di Ornaro venne staccata dal territorio di Belmonte in Sabina e aggregata a quello di Torricella.

## Luoghi d'interesse
- Il castello di Ornaro, nella parte alta del paese, è ben conservato ma non visitabile perché di proprietà privata. Appartenne alla famiglia Brancaleoni di Romanea e poi agli Orsini; infine venne concesso in enfiteusi a diverse famiglie locali.[4]
- La chiesa parrocchiale di Sant'Antonino martire, anch'essa ad Ornaro Alto, risale probabilmente all'inizio del Duecento.[4] L'aspetto esteriore, con le pareti intonacate, è frutto di un intervento del 1832. All'interno la chiesa è a navata unica e ospita un affresco absidale che risale al Cinquecento,[4] probabilmente opera dei fratelli Bartolomeo e Lorenzo Torresani.[5] L'altare maggiore è sorretto da una pietra miliare dell'antica via Salaria che riporta il numero XLI.[4]

## Infrastrutture e trasporti
Il territorio di Ornaro è attraversato dalla Strada statale 4 Via Salaria, arteria di collegamento con Rieti e Roma; Ornaro Alta è servita dal bivio di Ornaro, mentre la parte bassa è raggiungibile svoltando al bivio per Torricella.
Ornaro non è servito da alcuna linea ferroviaria; la stazione più vicina è quella di Rieti, che dista circa 16 km, posta sulla linea secondaria Terni-Rieti-L'Aquila. Il paese doveva essere raggiunto dalla Ferrovia Salaria (Roma-Rieti-Ascoli Piceno-San Benedetto del Tronto), che fu più volte progettata sin dalla fine dell'Ottocento, ma per problemi economici e burocratici non arrivò mai ad essere realizzata.

## Sport
Ad Ornaro operava la polisportiva La Staria, che militò nel campionato di Eccellenza tra il 1990 e il 1993.